# Culicoides bahrainensis
Culicoides bahrainensis är en tvåvingeart som beskrevs av Boorman 1989. Culicoides bahrainensis ingår i släktet Culicoides och familjen svidknott.
Artens utbredningsområde är Bahrain. Inga underarter finns listade i Catalogue of Life.